# Breast Cancer Research and Treatment
Breast Cancer Research and Treatment est un journal scientifique centré sur les recherches sur le cancer du sein et sur son traitement. Il s'adresse à une large audience de chercheurs cliniciens, d'épidémiologistes, d'immunologistes ou de biologistes cellulaires intéressés par le cancer du sein. 
Les types d'articles acceptés dans ce journal incluent: recherches originales, revues sur invitation, discussions sur des points controversés, revues de livres, rapports de congrès, lettres au rédacteur en chef et éditoriaux. Les manuscrits sont jugés pour acceptation par un panel de référés internationaux et multidisciplinaires. 

## Facteur d'impact
- 2014: 3,940
- 2013: 4,198
- 2012: 4,891
- 2011: 4,431
- 2010: 4,859
- 2009: 4,696
- 2008: 5,684
- 2007: 4,453
- 2006: 4,67
- 2005: 4,643
- 2004: 3,310
- 2003: 2,964
- 2002: 3,132
- 2001: 2,866